# Mon épouse favorite
Pour plus de détails, voir Fiche technique et Distribution.
Mon épouse favorite (My Favorite Wife) est un film américain de Garson Kanin, sorti en 1940.

## Synopsis
Ellen Arden (Irenne Dune) revient chez elle sept ans après avoir disparu au cours de l’une de ses explorations. Mais après l’avoir longtemps attendue, son mari Nick (Cary Grant) est sur le point de se remarier. Qu’importe, Ellen est bien décidée à le récupérer.

## Fiche technique
- Titre : Mon épouse favorite
- Titre original : My Favorite Wife
- Réalisation : Garson Kanin
- Scénario : Garson Kanin (non crédité), Bella Spewack, Sam Spewack et John McClain (non crédité) d'après une histoire de Leo McCarey, Bella Spewack et Sam Spewack
- Production : Leo McCarey
- Société de production : RKO
- Musique : Roy Webb
- Photographie : Rudolph Maté
- Montage : Robert Wise
- Direction artistique : Van Nest Polglase
- Décors de plateau : Darrell Silvera
- Costumes : Howard Greer
- Pays d'origine : États-Unis
- Format : noir et blanc - son : monophonique (RCA Recording System)
- Genre : comédie
- Durée : 88 minutes
- Dates de sortie :
  - États-Unis : 2 mai 1940 (première à Louisville Kentucky), 17 mai 1940 (sortie nationale)
  - France : 14 novembre 1947
- Affiche : Roger Rojac, Pierre Segogne (France)

## Distribution

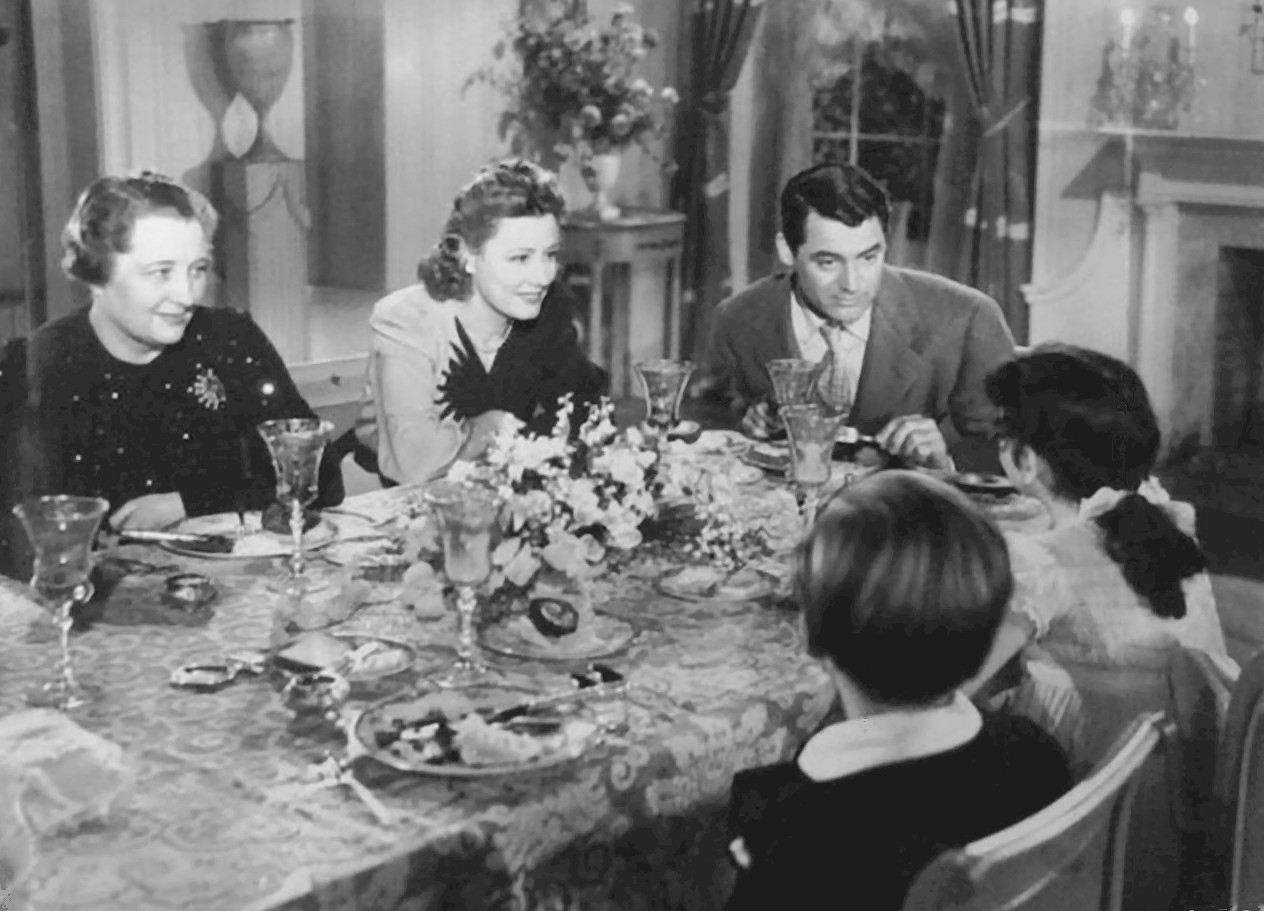
Ann Shoemaker, Irene Dunne et Cary Grant

- Irene Dunne (VF : Denise Bosc) : Ellen Wagstaff Arden
- Cary Grant (VF : Michel Gudin) : Nick Arden
- Randolph Scott (VF : Dany Fontenay) : Stephen Burkett
- Gail Patrick : Bianca Bates
- Ann Shoemaker : Ma
- Scotty Beckett : Tim Arden
- Mary Lou Harrington : Chinch Arden
- Donald MacBride : Le directeur de l'hôtel
- Hugh O'Connell : Johnson
- Granville Bates : Le juge Brisson
- Pedro de Cordoba : Le docteur Kohlmar

Acteurs non crédités :
- Jean Acker : Témoin à la barre
- Murray Alper : Barman
- Leon Belasco : Serveur au Pacific Club
- Joe Cabrillas : Phillip
- Chester Clute
- Franco Corsaro : Serveur
- Florence Dudley
- Thelma Joel : Miss Rosenthal
- Cy Kendall : Détective arrêtant Nick
- Horace McMahon : Conducteur de camionnette avec Ellen
- Bert Moorhouse
- Clive Morgan
- Pat West : Aubergiste

## Autour du film
L'histoire est adaptée d'Enoch Arden, un poème d'Alfred Tennyson. 

En 1962, la 20th Century Fox produit un remake de ce film avec en vedette Marilyn Monroe, Dean Martin et Cyd Charisse sous le titre de Something's Got to Give. Le film, réalisé par George Cukor, reste inachevé à la suite du décès de Marilyn Monroe.
Une nouvelle version, Pousse-toi, chérie (Move Over, Darling), fut réalisée par Michael Gordon en 1963, avec Doris Day et James Garner en vedette.
Le film est une comédie de remariage, un genre décrit par le philosophe Stanley Cavell.